# Fata Morgana (film)
Fata Morgana är en dokumentärfilm släppt 1971 av Werner Herzog med bilder från Saharaöknen. Filmen är ackompanjerad av Leonard Cohen.